# دنی ایست
دنی ایست (انگلیسی: Danny East؛ زادهٔ ۲۳ ژانویهٔ ۱۹۹۲) بازیکن فوتبال اهل بریتانیا است.
از باشگاه‌هایی که در آن بازی کرده‌است می‌توان به باشگاه فوتبال پورتسموث، باشگاه فوتبال هال سیتی، باشگاه فوتبال گیلینگام، باشگاه فوتبال گریمزبی تاون، باشگاه فوتبال نورث‌همپتون تاون، و باشگاه فوتبال آلدرشات تاون اشاره کرد.